# La Perla
La Perla (произносится: Ла Перла) — итальянская компания по производству одежды класса люкс, основанная в 1954 году в Болонье портнихой Адой Мазотти (итал. Ada Masotti). Один из немногих исторических домов моды с женщиной-основательницей. Изначально специализирующийся на нижнем белье и купальниках, бренд La Perla впоследствии вышел на рынок одежды для сна, прет-а-порте и аксессуаров. С февраля 2018 года контролируется голландской компанией Sapinda Holding (с 2019 года Tennor), принадлежащей немецкому финансисту Ларсу Виндхорсту.
В сентябре 2019 года генеральным директором  La Perla стал Паскаль Перье (фр. Pascal Perrier) . Креативным директором с 2018 года является Алессандра Бертуцци (итал. AlessandraBertuzzi).

## История

### Семья Мазотти

#### Основание
La Perla была основана мастером-корсетмейкером Адой Мазотти в 1954 году в Болонье (Италия), где традиция шёлковых фабрик и текстильного производства восходит к XVII веку.
Название компании было вдохновлено коробкой из красного бархата, похожей на шкатулку для ювелирных украшений, которая служила упаковкой для первых коллекций. Жемчужина (как переводится это слово с итальянского языка) считалась символом гармонии, роскоши и женственности.
Работая в местном ателье, Ада Мазотти получила прозвище «Золотые ножницы» за свои искусные способности в кройке и пошиве одежды. Со временем она применила опыт работы над корсетами к различным видам нижнего белья, изобретая стили и переосмысливая то, как нижнее бельё расценивали и как его носили.

#### Развитие
Семья Мазотти изменила представление о женском белье, определив его как аксессуар в одежде. Следуя моде 1950-х годов, подчеркивающей женский силуэт, Ада Мазотти драпировала ткань непосредственно на женском теле, добиваясь исчерпывающих знаний  о линиях и движении. Она экспериментировала с такими материалами и технологиями, как: вышивка корнели (cornely), макраме, сутажный шёлк, старинная вышивка фрастальо, кружево Dentelle de Calais, сотканное на ткацких станках Ливерс в Кале и тюль, вышитый в северной Италии и Швейцарии
Чтобы отвечать модным тенденциям 1960-х годов, La Perla запустила линию нижнего белья с  красочными, цветочными и клетчатыми принтами наряду с использованием более традиционных белых, чёрных и телесных расцветок. В 1970-х годах La Perla представила треугольный бюстгальтер из шёлкового джерси, который позволял свободно двигаться и отвечал на предпочтению моды к бюсту меньшего размера. В 1978 году La Perla предложила свои комплекты из эластичного кружева, откликаясь на моду того времени с её облегающими платьями и естественными плавными линиями.
В середине 1960-х годов основательница компании решила выпустить первые коллекции бикини и купальников.

#### Международная экспансия
Во время бума нижнего белья, который характеризовал модную сцену 1980-х годов, компания начала свою международную экспансию под руководством сына основательницы, Альберто Мазотти (итал. Alberto Masotti).
Мазотти после получения диплома об образовании в области медицины в Болонском университете решил полностью посвятить себя семейному бизнесу. Приняв управление компанией от матери в 1981 году, он поручил креативное руководство своей жене Ольге Кантелли (итал. Olga Cantelli), работавшей дизайнером La Perla с 1972 года, а в 1995 году к ним присоединилась их дочь Анна Мазотти (итал. Anna Masotti), которая в последующие годы будет выполнять обязанности менеджера по коммуникациям. За годы работы в компании Анна Мазотти станет также лицом La Perla.
В 1983 году La Perla представила under-жакет, предмет нижнего белья, который задуман для того, чтобы его можно было носить с жакетом в соответствии с требованиями того времени. Ада Мазотти также создала La Perla Maison, коллекцию, представлявшую предметы одежды из чистого шёлкового атласа с вышитыми вставками и отделкой фрастальо, техникой вышивки, которая и по сей день выполняется вручную мастерами ателье La Perla. В 1994 году La Perla выпустила бюстгальтер Sculpture, который ввёл новое представление о нижнем белье: элегантность больше не была исключительной прерогативой таких материалов, как кружево и тюль, но относилась также к моделям со стильным дизайном, выполненным из гладких и мягких тканей.
В 2000 году Стейнунн Сигурдардоттир (англ. Steinunn Sigurðardóttir) стала креативным директором La Perla Prêt-à-Porter. Она представила новые ткани и линию купальников.

#### Специальные коллекции
Чтобы отпраздновать свое 50-летие в 2004 году, La Perla составила коллекцию из валансьенского кружева, изготовленного на старинных механических ткацких станках Кале, одного из самых важных кружевных центров в мире.
В 2006 году актёр Дэниел Крейг в фильме об агенте 007 «Казино „Рояль“» надел плавки Grigioperla, и эта одежда стала фаворитом в бутиках La Perla во всех странах. В 2012 году Christie's организовал специальный аукцион, посвящённый 50-летию первого фильма о Бонде, и плавки La Perla были проданы за £44 450.
В 2007 году La Perla выпустила Кейдж-бюстьё (Cage Bustier), которое носила Виктория Бекхэм в клипе Headlines, песни воссоединения Spice Girls. Позднее была выпущена капсульная коллекция Кейдж, в том числе Кейдж-топ (Cage top), который получил признание критиков, когда Бейонсе надела его для выступления на премии Грэмми в 2014 году.

### Продажа американскому капиталу
В октябре 2008 года La Perla была продана акционерной компании JH Partners (Сан-Франциско) американского финансиста Джона Хансена, основанной в 1986 году и специализирующейся на инвестициях в  сферу услуг и бренды класса люкс.
В ноябре 2010, в ходе сотрудничества с Жан-Полем Готье была выпущена роскошная линия нижнего белья из 27-ми моделей (и 2-х предметов с ограниченным тиражом), в пудровых или чёрно-лакричных тонах, где также повторялся принцип конического бюстгальтера, который прославился во время турне Мадонны в 1990 году. Затем, в следующем году, французский кутюрье снова сотрудничал с брендом для создания новой коллекции (в том числе женских сорочек), включая купальники, инспирированные бондажом, и обращающиеся к теме синих морских полос.
Желая присоединиться к тренду, главным образом англосаксонскому, в конце 2010 года La Perla представила линию Shapewear, моделирующего нижнего белья, с коллекцией ShapeCouture, которая отличалась особенными вырезами, вставками из тюля и ажурной отделкой.

### Итальянское возвращение
В июне 2013 года La Perla была приобретена на аукционе за €69 млн ($90 млн) одним из крупнейших магнатов Италии Сильвио Скальей и Pacific Global Management. Холдинг PGM также включает международную сеть модельных агентств Elite (Elite Model Management) и модельное агентство Women Management .
Компания была перезапущена со стратегией развития, направленной на укрепление идентичности бренда. В том же году La Perla запустила линию Made to Measure, поступившую в крупнейшие флагманские магазины La Perla, но доступную только по заказу. Этот сервис представляет собой несколько отобранных, эксклюзивных моделей, которые являются единственными в своем роде, поскольку кроятся по мерке, шьются вручную, украшаются вышитой монограммой и становятся драгоценными благодаря вышивке золотой нитью.
Первая коллекция La Perla Atelier,была представлена на Неделе моды Couture Fashion Week в Париже в 2015 году, первом показе бренда на парижском подиуме. Подготовка коллекции заняла более 14-ти месяцев, необходимых для того, чтобы сшить её вручную. Шоу проходило в отеле Salomon de Rothschild, а экспонаты были выставлены в парижском бутике La Perla на улице Фобур Сент-Оноре. Для показа коллекции лучшие международных супермодели Наоми Кэмпбелл, Изабели Фонтана, Наташа Поли и Линдси Уиксон присоединились к звёздам кампании Весна / Лето 2015 года, Изабель Гулар, Сигрид Агрен и Мин Си.
В 2016 года креативным директором La Perla стала Джулия Хаарт (англ. Julia Haart) , которая ранее уже сотрудничала с компанией в секторе аксессуаров.
Компании удалось избежать массовых увольнений, но перезапуск не оказал положительного действия на отчёты о прибылях и убытках. В 2016 году La Perla потеряла €106 миллионов, в 2017 году она потеряла €180 миллионов при выручке в €133 миллиона.
В декабре 2017 года Fosun Group, первый частный конгломерат в Китае, и La Perla объявили о вступлении в эксклюзивные переговоры о продаже контрольного пакета акций компании .

### Под голландским контролем
В феврале 2018 года компания была продана голландской компании со штаб-квартирой в Лондоне, Sapinda Holding (в мае 2019 года в рамках ребрендинга она была переименована в Tennor), принадлежащей немецкому финансисту Ларсу Виндхорсту, инвестору с репутацией делать ставки на фирмы с неопределённым будущим и с угольными шахтами и плантациями в Африке в портфеле.
После спасения от банкротства верфи Фленсбурга на побережье Балтийского моря в феврале 2019 года и покупки за €125 млн и 37,5% футбольного клуба Бундеслиги Герта в июне он в июле входит с оплаченной миноритарной долей около €40 млн. в модный бренд Ralph & Russo, основанный в Лондоне в 2010 году [24], в то время как в Болонье было объявлено об увольнениях.

## Продукция

### Нижнее бельё
Бельё La Perla известно своими корсетными изделия и вниманием к деталям. Знаменитая техника и материалы La Perla включают технику аппликаций фрастальо, кружево Dentelle de Calais и вышитый тюль.. Одним из последних новинок в линии La Perla является коллекция нижнего белья La Perla Second Skin, запущенная в 2018 году. Она представляет бесшовное нижнее бельё с лазерной резкой.

### Пляжная одежда
Начало производства женской пляжной одежды было положено в 1965 году Адой Мазотти, когда она выпустила первые коллекции бикини и купальников.

### Одежда для сна
La Perla производит одежду для сна из тех же материалов и тех же расцветок, которые использованы в её коллекциях нижнего белья.

### Прет-а-порте
Коллекция готовой одежды была разработана под руководством креативного директора Джулии Хаарт.

### Мужская одежда
В 1985 году компания включила в своё производство мужское нижнее бельё и пляжную одежду. В июне 2014 года La Perla провела первый показ мужской одежды на подиуме Pitti Immagine во Флоренции, представив новую концепцию мужской одежды для отдыха и коллекцию пляжной одежды Beachwear. В эту коллекцию вошли халаты из рафии, жилеты в стиле кимоно и плавки узкого кроя.

### Сумки и обувь
Компания также производит линии аксессуаров. Дизайном коллекции обуви и сумок с Весны / Лета 2016 года занималась Джулия Хаарт.

### Духи
В 1986 году компания вышла на рынок парфюмерии с её первым ароматом под называнием La Perla во флаконе в виде женского силуэта. Аромат для мужчин, названный Grigioperla, был выпущен в 1993 году. Флаконы были созданы дизайнером Пьером Динаном (Pierre Dinand).

## Дизайнеры
Американский дизайнер Джулия Хаарт была назначена креативным директором La Perla вместо Педро Лоренцо (Pedro Lourenço). в 2016 году, после двух лет её совместной работы с брендом в области аксессуаров.  Первая коллекция Хаарт, предназначенная для Весны / Лета 2017 года, содержала предложения женской одежды La Perla Prêt-à-Porter. С 2018 года креативным директором является Алессандра Бертуцци, присоединившаяся к компании в 1987 году

## Бутики
La Perla продает свои коллекции через сеть из более чем 150-ти флагманских бутиков, как находящихся в собственности, так и франчайзинговых, в крупных городах по всему миру. Первые бутики La Perla открылись на международном уровне в 1991 году. Бренд также присутствует в главных универмагах и специализированных магазинах.
В 2014 году итальянская архитектурная студия Baciocchi Associati, которая создавала интерьеры для бутиков Miu Miu и Prada, переработала концепцию интерьеров для флагманов La Perla global. Новая концепция дизайна была принята в существующих флагманских магазинах, таких как: исторические бутики на Sloane Street в Лондоне, на Виа Монтенаполеоне в Милане и на Мэдисон-авеню в Нью-Йорке, а также в новых бутиках: в частности, в бутике на Russell Street  в Гонконге, а также в бутиках в пятиэтажном здании на Бонд-стрит в Лондоне и в здании в Аояме, в Токио.

## Публикации
В 1997 году в результате сотрудничества с итальянским фотографом Марино Паризотто (итал. Marino Parisotto) было опубликовано фотографическое издание Senso, в котором были представлены новые стили La Perla. Senso был посвящён миру корсетных изделий, увиденному глазами женщин.
В 2012 году международная мультимедийная издательская группа RCS MediaGroup издала журнал La Perla. Lingerie & Desire, первую монографию, посвящённую бренду и его эволюции на протяжении почти шестидесяти лет. Несколько глав выделены для истории продукции La Perla, маркетинга (происхождение, 1960-е, 1970-е, 1980-е и 1990-е годы) и рекламных изображений, в то время как в других речь идёт о «символических эстетических понятиях», таких как: Чёрное, Белое, Тело, Вдохновение, Драгоценность и Эрос.

## Кампании
В кампании Весна / Лето 2014 года, снятой Мертом Аласом (Mert Alas) и Маркусом Пигготтом (Marcus Piggott)  под художественным руководством Фабьена Барона и стилизацией от Людивиной Публан (Ludivine Poiblanc), участвовали модели Кара Делевинь, Лю Вэнь и Малгожата Бела. Эти три супермодели были выбраны для того, чтобы представить множество аспектов женского мира, руководящую концепцию новой рекламной кампании La Perla, для её весенне-летнего сезона 2014 года.
Мерт Алас и Маркус Пигготт под художественным руководством Фабьена Барона вернулись для участия в кампании Осень / Зима 2014 года, а супермодели Мариякарла Босконо и Дарья Строкоус присоединились к главной героине сезона Весна / Лето 2014 года Лю Вэнь. Кампания началась с дебюта новой коллекции La Perla Made to Measure и премьеры эксклюзивного короткометражного фильма.
В кампании Весна / Лето 2015 года модели Изабель Гулар, Сигрид Агрен и Мин Си выступали в качестве звёзд La Perla, к которым впервые присоединился главный герой: мужчина-модель Ричард Бидуль (Richard Biedul).
Кампания Осень / Зима  2015 года была отмечена четвёртый сезон подряд объединением La Perla с фотографами Аласом и Пигготтом, а также с художественным руководителем Бароном. Топ-модели Лю Вэнь, Наташа Поли и Изабели Фонтана появились в этой кампании в чёрных кружевах.
Кампания Весна / Лето  2016 представила итальянскую модель Мариякарла Босконо, к которой присоединились ветераны Наташа Поли и Лю Вэнь.
Осень / Зима 2016 года продолжила сотрудничество с Аласом и Пигготтом с участием  Валери Кауфман (Valery Kaufman), Саши Лусс и Лю Вэнь.
В кампании 2017 года участие Кендалл Дженнер вызвало некоторые споры по той причине, что Дженнер отменила ранее запланированное появление в качестве модели Victoria's Secret из-за её присоединения к La Perla.

## Интересные факты
- Французская актриса Ева Грин одета в La Perla в фильме  «Казино „Рояль“» .
- Дита фон Тиз одета в La Perla в рекламе Perrier.